# 로셀로
로셀로(이탈리아어: Rosello)는 이탈리아 아브루초주 키에티도에 있는 코무네이다.